# Diamond Tour 2022
La 8e édition du Diamond Tour a eu lieu le 12 juin 2022. Elle fait partie du calendrier UCI en catégorie 1.1. Elle est remportée par l'Italienne Chiara Consonni.

## Équipes
| Équipes féminines continentales (11)- Andy Schleck-CP NVST-Immo Losch - AG Insurance NXTG - Bingoal-Chevalmeire-Van Eyck Sport - Coop-Hitec Products - Lotto Soudal Ladies - Multum Accountants - Parkhotel Valkenburg - Plantur-Pura - Rupelcleaning - St Michel-Auber 93 - Valcar-Travel & Service Équipe nationale- Belgique Équipe amateur- Centre mondial du cyclisme Équipe féminines amateur (11)- ARA-Pro Racing Sunshine Coast - A.S.D. Women - Bingoal WB Ladies - Belco-Van Eyck - Hoop Op Zegen Beveren - Isorex - Keukens Redant - KDM-Pack - Proximus-Alphamotorhomes - Pro-Noctis-Rotor-Rechilli - S-bikes Doltcini |
| |

## Récit de la course
Chiara Consonni remporte le sprint du peloton.

## Classements

### Classement final
| \| Classement général \| Classement général \| Classement général \| Classement général \| Classement général \| \| Coureuse \| Coureuse \| Pays \| Équipe \| Temps \| \| ------------------ \| ------------------ \| ------------------ \| ---------------------------------- \| ------------------ \| \| 1re \| Chiara Consonni \| Italie \| Valcar-Travel & Service \| 3 h 28 min 00 s \| \| 2e \| Marthe Truyen \| Belgique \| Plantur-Pura \| + 0 s \| \| 3e \| Georgia Danford \| Australie \| Andy Schleck-CP NVST-Immo Losch \| + 0 s \| \| 4e \| Sofie van Rooijen \| Pays-Bas \| Parkhotel Valkenburg \| + 0 s \| \| 5e \| Danique Braam \| Pays-Bas \| Bingoal-Chevalmeire-Van Eyck Sport \| + 0 s \| \| 6e \| Simone Boilard \| Canada \| St Michel-Auber 93 \| + 0 s \| \| 7e \| Lieke Nooijen \| Pays-Bas \| Parkhotel Valkenburg \| + 0 s \| \| 8e \| Kristýna Burlová \| Tchéquie \| Lotto Soudal Ladies \| + 0 s \| \| 9e \| Susanne Meistrok \| Pays-Bas \| Proximus-Alphamotorhomes \| + 0 s \| \| 10e \| Marith Vanhove \| Belgique \| Parkhotel Valkenburg \| + 0 s \| |                   |           |                                    |                 |
| |                   |           |                                    |                 |
| |                   |           |                                    |                 |
| Classement général |                   |           |                                    |                 |
| Coureuse | Coureuse          | Pays      | Équipe                             | Temps           |
| 1re | Chiara Consonni   | Italie    | Valcar-Travel & Service            | 3 h 28 min 00 s |
| 2e | Marthe Truyen     | Belgique  | Plantur-Pura                       | + 0 s           |
| 3e | Georgia Danford   | Australie | Andy Schleck-CP NVST-Immo Losch    | + 0 s           |
| 4e | Sofie van Rooijen | Pays-Bas  | Parkhotel Valkenburg               | + 0 s           |
| 5e | Danique Braam     | Pays-Bas  | Bingoal-Chevalmeire-Van Eyck Sport | + 0 s           |
| 6e | Simone Boilard    | Canada    | St Michel-Auber 93                 | + 0 s           |
| 7e | Lieke Nooijen     | Pays-Bas  | Parkhotel Valkenburg               | + 0 s           |
| 8e | Kristýna Burlová  | Tchéquie  | Lotto Soudal Ladies                | + 0 s           |
| 9e | Susanne Meistrok  | Pays-Bas  | Proximus-Alphamotorhomes           | + 0 s           |
| 10e | Marith Vanhove    | Belgique  | Parkhotel Valkenburg               | + 0 s           |

### Points UCI
| Position           | 1er | 2e | 3e | 4e | 5e | 6e | 7e | 8e | 9e | 10e | 11e | 12e | 13e à 15e | 16e à 25e |
| Classement général | 125 | 85 | 70 | 60 | 50 | 40 | 35 | 30 | 25 | 20  | 15  | 10  | 5         | 3         |